# Benjamin Christensen
Benjamin Christensen (Viborg, 28 de setembre de 1879 – Copenhaguen, 2 d'abril de 1959) va ser un director de cinema danès, així com guionista i actor. Va dirigir Häxan, la seva pel·lícula més coneguda, en 1922.

## Trajectòria
Va estudiar medicina, però es va matricular, en 1901, en la famosa escola del Teatre Reial de Copenhaguen. Una vegada format, Christensen va ser actor tant en el teatre de Aarhus, a Jutlàndia, com en el Folkteatret de Copenhaguen.
Va abandonar l'escena en 1907. Va treballar durant un lustre per a una marca francesa de xampany. Va tornar en 1912 al seu treball com a actor en la ja puixant indústria del cinema danès.
Cada vegada més interessat per cinema, Christensen va passar a la direcció de pel·lícules. La primera va ser Det Hemmelighedsfulde X (1913), gran obra del cinema mut encara que l'argument fos simple, que a més era interpretada pel propi Christensen.
La seva segona pel·lícula va ser un melodrama social Haevnens Nat (1915), en el qual posava una altra vegada de manifest el seu estil visual, tan inventiu. Va tenir èxit també i el propi Dreyer diria en 1922 que van suposar un extraordinari progrés, malgrat ser precari encara.
Amb Häxan (1922), de gran èxit, va aconseguir un relat d'interès, trufado de troballes, i amb gran geni poètic.
Christensen, el 1924 va ser el protagonista de Mikaël de Carl Theodor Dreyer en la qual va interpretar Claude Zoret, l'amant masculí del personatge principal de la pel·lícula en una pel·lícula gai emblemàtica.

## Filmografia
- Det hemmelighedsfulde X (1914)
- Manden uden Ansigt (1915)
- Hævnens Nat (1916)
- Häxan (1922)
- Seine Frau, die Unbekannte (1923)
- Mikaël (1924)
- Die Frau mit dem schlechten Ruf (1925)
- The Devil's Circus (1926)
- Cirkusdjævlen (1926)
- Mockery (1927)
- The Hawk's Nest (1928)
- The Haunted House (1928)
- Seven Footprints to Satan (1929)
- House of Horror (1929)
- The Mysterious Island (1929)
- Skilsmissens børn (1939)
- Barnet (1940)
- Gå med mig hjem (1941)
- Damen med de lyse handsker (1941)